# Lynne Arriale
Lynne Arriale (* 29. Mai 1957 in Milwaukee, Wisconsin) ist eine US-amerikanische Jazz-Pianistin und Hochschullehrerin.

## Leben und Wirken
Lynne Arriale studierte am Musikkonservatorium in Wisconsin und hatte eine klassische Ausbildung; unter dem Eindruck der Musik von Keith Jarrett und Herbie Hancock fand sie schließlich zum Jazz.
1991 war Arriale in Japan mit neun anderen Pianisten unter dem Motto 100 Golden Fingers auf Tournee; 1993 gewann sie den International Great American Jazz Piano Competition, was ihr einen Plattenvertrag beim Label DMP einbrachte. Bekannt wurde sie Anfang der 1990er Jahre durch ihr Trio mit dem Bassisten Jay Anderson und dem Schlagzeuger Steve Davis.  Beginnend mit The Eyes Have It (1993) nahm sie mit ihrem Trio eine Reihe von Alben zunächst für DMP, später für die Label TCB und In&Out auf. 1999 trat sie mit ihrem Trio auf dem Montreux Jazz Festival auf, 2000 spielte sie mit Wolfgang Lackerschmid das Duoalbum You Are Here ein. 2002 spielte sie das Eröffnungskonzert der Tübinger Jazz & Klassik Tage. 2005 hatte sie mit ihrem Trio einen Auftritt auf dem Festival Jazzopen Stuttgart. 2009 nahm sie mit Nuance ein Album auf, bei dem sie von ihrem bisherigen Triokonzept abwich und mit George Mraz, dem Schlagzeuger Anthony Pinciott und Randy Brecker Eigenkompositionen und Interpretationen von Songs aus der Feder von Sting, Thelonious Monk (I Mean You), Dizzy Gillespie (A Night In Tunisia) und Tommy Wolf (Ballad of the Sad Young Men) einspielte. Gänzlich ohne Begleitung zu hören ist sie auf dem 2013 veröffentlichten Album Solo.
Arriale ist Professorin für Jazzpiano an der University of North Florida in Jacksonville (Florida).

## Diskografische Hinweise
- With Words Unspoken (DMP, 1996)
- A Long Road Home (TCB, 1998)
- Live at Montreux (TCB, 1999)
- Inspiration (TCB, 2000)
- Arise (MTM, 2002)
- Come Together (In + Out, 2004)
- Nuance (In + Out, 2009)
- Convergence (In + Out, 2011)
- Solo (In + Out, 2013)
- Chimes of Freedom (Challenge, 2020, mit Jasper Somsen, E. J. Strickland)
- Lynne Arriale Trio The Lights Are Always On (Challenge 2022)[2]